# Stefan Kohn
Stefan Kohn (* 9. Oktober 1965 in Ellwangen (Jagst)) ist ein ehemaliger deutscher Fußballspieler.

## Sportliche Laufbahn

### Vereinskarriere
Seinen Start im professionellen Fußball hatte der Angreifer im Spieljahr 195/86 in der 2. Bundesliga. Seine 14 Treffer in der Premierensaison brachten ihm die Rückkehr in den Erstligakader von Bayer 04 Leverkusen, dem er im Sommer 1984 erstmals angehört hatte, und damit 1986/87 erste Einsätze im deutschen Oberhaus ein.
Dort stürmte er neben der Bayer-Elf im Anschluss auch für Hannover 96, den VfL Bochum, Werder Bremen, den 1. FC Köln und den FC Schalke 04. In der Saison 1998/99 beendete er bei der SG Wattenscheid 09 seine Laufbahn als Fußballprofi dort, wo er sie anderthalb Jahrzehnte zuvor begonnen hatte – im Zweitligafußball. Den Abstieg des Clubs konnte er mit seinen drei Einsätzen nicht verhindern. Seine größten Erfolge waren der Gewinn des Europapokals der Pokalsieger 1992 und die deutsche Meisterschaft 1993, jeweils mit Werder Bremen.
Kohn hatte den Ruf eines Jokers. 91 Mal wurde er in der Bundesliga eingewechselt und erzielte dabei 13 Treffer.

### Statistik
- 1. Bundesliga
244 Spiele; 59 Tore

- 2. Bundesliga
36 Spiele; 14 Tore

### Erfolge
- 1992 Europapokal der Pokalsieger
- 1993 Deutscher Meister

### Auswahleinsätze
Für die deutsche U-21-Nationalelf erzielte Kohn Mitte der 1980er-Jahre in zwei Einsätzen einen Treffer. Bei der 1:3-Niederlage gegen Jong Oranje im Frühjahr 1987 gelang ihm im Rahmen der EM-Qualifikation der Ehrentreffer für das DFB-Team.

## Trivia
Im Jahr 1986 erzielte er als Spieler von Arminia Bielefeld das Tor des Jahres.